# Little Bentley
Little Bentley is een civil parish in het bestuurlijke gebied Tendring, in het Engelse graafschap Essex met 271 inwoners.